# Cryptolepis eburnea
Cryptolepis eburnea är en oleanderväxtart som först beskrevs av Marcel Pichon, och fick sitt nu gällande namn av Venter. Cryptolepis eburnea ingår i släktet Cryptolepis och familjen oleanderväxter. Inga underarter finns listade i Catalogue of Life.